# Gaëtan et Paul Brizzi
Pour les articles homonymes, voir Brizzi.
Gaëtan et Paul Brizzi, frères jumeaux nés le 24 décembre 1951 à Paris, sont des réalisateurs de films d'animation et des illustrateurs français.

## Biographie
Après des études à l'École nationale supérieure des arts décoratifs de Paris, ils deviennent en 1976 pensionnaires à la villa Médicis à Rome, où ils séjournent pendant deux ans.
Les frères Brizzi se font connaître en recevant le César du meilleur court métrage d'animation lors de la cérémonie de 1978 pour leur film Fracture. Lors des César en 1983, ils sont à nouveau nommés dans la même catégorie pour Chronique 1909.
Au milieu des années 1980, Roman Polanski les engage pour travailler sur le storyboard de son film Pirates. Avec le cinéaste, les Brizzi apprennent beaucoup sur la mise en scène et le découpage.
En 1985, ils réalisent leur premier long métrage, Astérix et la Surprise de César, pour les sociétés Gaumont et Dargaud Films. Remplaçant un autre réalisateur qui prenait trop de retard, les frères ont alors moins d'un an pour finir le film et doivent reprendre le storyboard à zéro.
En février 1986, Gaëtan et Paul Brizzi créent la société Brizzi Films. D’abord situé à Gentilly, le studio déménage très vite à Montreuil-sous-Bois pour intégrer des locaux plus grands et ainsi accueillir plus d’artistes. Brizzi Films vit pendant plusieurs années de la production de publicités, de séries animées pour la télévision (dont Le Piaf) et de la création de personnages. 
En 1989, la société The Walt Disney Company leur offre l’opportunité de travailler sur des projets Disney en les intégrant au sein de sa filiale télévision. L’objectif pour Disney est d’élargir ses possibilités de production et c’est après un tour d’Europe de tous les studios d’animation que Disney jette son dévolu sur le studio des frères Brizzi. D’abord intégrés dans la filiale télévision, les studios de Montreuil œuvrent sur des séries animées. Ils ont notamment l'opportunité de travailler sur un épisode spécial Noël des Nouvelles Aventures de Winnie l'ourson, intitulé Winnie l'ourson : Noël à l'unisson, puis sur Super Baloo, La Bande à Dingo (ainsi que le long métrage Dingo et Max), La Bande à Picsou (également pour le long métrage La Bande à Picsou, le film : Le Trésor de la lampe perdue), etc.
En 1994, Disney souhaite renforcer ses équipes de production pour les longs métrages. Le studio des frères Brizzi passe alors dans la filiale film et est renommé « Walt Disney Feature Animation France ». Grâce à leurs démarches auprès du studio américain de Disney, à Los Angeles, ils réalisent, à Montreuil, quelques séquences importantes du Bossu de Notre-Dame. Néanmoins, le résultat final est édulcoré par le studio pour atténuer la noirceur et la légère nudité. Après cette production, les frères Brizzi quittent Montreuil pour s’installer définitivement à Los Angeles et travailler notamment sur la séquence de L'Oiseau de feu dans Fantasia 2000.
En 2001, les frères Brizzi quittent Disney et 2002 marque la fermeture du studio de Montreuil, lors d'une réduction massive de la société Feature Animation. Les frères Brizzi continuent à travailler sur leurs projets artistiques personnels. Ils signent pour diriger Tempête de boulettes géantes de Sony Pictures Animation (finalement réalisé par Phil Lord et Chris Miller), puis participent à Numéro 9, produit de Tim Burton. Paul et Gaëtan Brizzi travaillent ensuite depuis 2006 avec Mick Jagger sur un projet de film intitulé Ruby Tuesday, non abouti, qui présente des interprétations de chansons animées par les Rolling Stones. Ils travaillent depuis, régulièrement sur des productions américaines, en tant que storyboardeurs. À leur temps perdu, ils réalisent des bandes dessinées, pour le pur plaisir de dessiner et de raconter une histoire.

## Filmographie
Sauf indication contraire, les informations mentionnées dans cette section peuvent être confirmées par les bases de données cinématographiques  présentes dans la section « Liens externes ».

### Réalisateurs
- 1977 : Fracture (court métrage)
- 1982 : Chronique 1909 (court métrage)
- 1985 : Astérix et la Surprise de César
- 1990 : La Bande à Picsou, le film : Le Trésor de la lampe perdue - co-réalisé avec Bob Hantock, Vincent Woodcock, Mathias Marcos Rodric et Clive Pallant
- 1996 : Le Bossu de Notre-Dame - co-réalisé avec Gary Trousdale et Kirk Wise
- 1999 : Fantasia 2000, segment L'Oiseau de feu
- 2015 : Le Prophète, segment On Death
- En projet : Muskeeters of the Tsar

### Scénaristes
- 1982 : Chronique 1909 (court métrage)
- 1996 : Le Bossu de Notre-Dame - co-écrit avec Irene Mecchi, Brenda Chapman, Jim Capobianco, Burny Mattinson et Tab Murphy
- 1999 : Fantasia 2000, segment L'Oiseau de feu
- 1999 : Tarzan de Kevin Lima et Chris Buck - co-auteurs de l’histoire avec Stephen J. Anderson, Don Hall, Stevie Wermers, Glen Keane et Burny Mattinson

### Autres
- 1986 : Pirates de Roman Polanski - créateurs du storyboard
- 1995 : Dingo et Max de Kevin Lima - directeurs d'unité de l'animation à Paris
- 1999 : Fantasia 2000, segment L'Oiseau de feu - concepteurs graphique
- 2007 : Il était une fois de Kevin Lima - storyboardeurs
- 2009 : Astro Boy - storyboardeurs
- 2009 : Numéro 9 de Shane Acker - storyboardeurs
- 2015 : Le Prophète - storyboardeurs

## Publications
- La Cavale du Dr Destouches, scénario de Christophe Malavoy d'après l'œuvre de Louis-Ferdinand Céline, Éditions Futuropolis, septembre 2015 ;
- L'Automne à Pékin, d'après le roman de Boris Vian, Éditions Futuropolis, septembre 2017 ;
- L'Écume des jours, illustrations du roman de Boris Vian, Éditions Futuropolis, mars 2020 ;
- L'enfer de Dante, illustrations de la première partie de la Divine Comédie de Dante Alighieri, Éditions Daniel Maghen, novembre 2022 ;
- Don Quichotte de la Manche, adaptation illustrée du roman de Miguel de Cervantes, Éditions Daniel Maghen, novembre 2023.